# Conostigmus juvenilis
Conostigmus juvenilis är en stekelart som beskrevs av Charles Thomas Brues 1940. Conostigmus juvenilis ingår i släktet Conostigmus och familjen trefåresteklar. Inga underarter finns listade i Catalogue of Life.